# Штраухер, Бенно
Бенно (также Беньямин) Штраухер (также Штравхер; 11 августа 1850, с. Рогозна (ныне в составе Черновцов) — 5 ноября 1940, Черновцы) — австро-венгерский и румынский юрист еврейского происхождения, доктор права, политик, общественный деятель, депутат законодательных органов Австро-Венгрии и Королевства Румынии, многолетний президент Черновицкой еврейской религиозной общины, почётный гражданин города Черновцы.

## Биография
Родился 11 августа 1850 года, по другим источникам — 1854 года. Отец был ремесленником.
Окончил гимназию в Черновцах, учился в Черновицком и Венском университетах. Получил степень доктора права.
Работал адвокатом в Черновцах. В 1888 году был избран членом правления Черновицкой еврейской религиозной общины. Все силы отдавал служению городу и еврейству.
Перевод за пределы города военных объектов, развитие и преобразование Черновцов в большой город были направлениями, в которых работал д-р Штраухер. Сейчас на прежних местах военных объектов красуются здания, которые сделали эти места самыми привлекательными кварталами Черновцов.
Сооружение Дворца юстиции, городского театра, нового железнодорожного вокзала осуществлялось при активном содействии д-р Штраухера.
Он непосредственно, как общественный советник, принимал участие в решении вопросов уличного движения в городе, становления городского школьного образования, реорганизации магистрата.
По его инициативе и при его активной поддержке в 1907—1908 годах в Черновцах был построен шедевр градостроительства — Еврейский народный дом, который сейчас является памятником архитектуры.
За заслуги перед Черновцами общественный совет удостоил его звания Почётного гражданина города Черновцы.
Тридцать пять лет д-р Бенно Штраухер отдал служением интересам евреев Буковины и Черновцов и был их бесспорным лидером на политической арене.
В 1903 году его избирали вице-президентом еврейской религиозной общины, а 8 июня 1904 года — её президентом.
Д-р Штраухер избирался в 1907 и 1911 годах также депутатом буковинского ландтага и парламента Австрии.
Чтобы сломать диктат румынских депутатов в краевом (Златоуст) сейме, которым активно помогала румынская православная иерархия, депутаты во главе с Николаем Васильком основали в 1903 году либеральный кружок «Свободомыслящий союз», в который вошли д-р Бенно Штраухер, Стефан Штефанович, а также Аурел Ончул, который не поддержал коалиции крупных румынских землевладельцев.
«Свободомыслящему союзу» удалось провести в сейме ряд законов, на основании которых была создана законодательная база для культурной автономии национальных групп, проживавших на Буковине. С тех пор национальное движение на Буковине начало переходить из состояния любительско-просветительского в государственно-политическое.
С началом Первой мировой войны оставил Черновцы, поскольку была опасность его ареста российскими оккупационными властями, и переехал в Вены, где продолжал руководить еврейской общиной, предоставляя евреям-беглецам посильную помощь.
После войны активно выступал на политической арене — его избрали депутатом румынского парламента.
В 1932 году получил многочисленные поздравления сограждан по поводу его 80-летия. Однако уже со следующего года на него посыпались тяжелые удары судьбы — умерла его жена, а вскоре умер ещё и один из его сыновей, адвокат Эдмунд Штраухер (второй сын, Отто, жил в Вене).
20 июля 1935 года черновицкие журналы с сожалением сообщили о планах Штраухера переселиться в Палестину. Однако друзьям удалось убедить его не оставить Черновцы.
По инициативе председателя еврейской общины д-р Альберта Луттингера д-ру Штраухеру была подарена квартира в особняке в тихом районе города по улице архимандрита Евсебия Поповича, 20 (ныне улица Йозефа Главки), что напротив парка резиденции буковинских митрополитов. Жилище его было на первом этаже. До этого он жил на улице Янки Флондера, 3 (ныне улица Ольги Кобылянской).
Ещё в 1939 году д-р Штраухер чувствовал себя хорошо и в хорошие дни совершал прогулки к Садгоре (теперь микрорайон Черновцов), где был центр хасидизма.
В 1940 году, когда Черновцы уже были заняты советскими войсками, д-р Штраухер умер 5 ноября. Похоронили его без почестей на старом еврейском кладбище (ныне это на улице Зелёная), а на памятнике высечены просто и скромно «Д-р Бенно Штраухер».

## Политические взгляды
Был еврейским националистом, открытым к сотрудничеству с другими национальными общинами, в том числе румынской и украинской. На него оказали влияние либерализм и сионизм, но сам он находился в оппозиции к сионистскому движению.

## День памяти
В вестибюле Еврейского народного дома 3 января 1909 установлен бронзовый бюст президента Черновицкой еврейской религиозной общины д-ра Бенно Штраухера работы венского скульптора Ляйзека. На втором этаже установлена памятная доска с надписью «На постоянную память и вечную память об инициаторе и создателе этого монументального сооружения господина д-ра Бенно Штраухера, президенте Черновицкой еврейской религиозной общины, депутате австрийской Палаты послов и Буковинского сейма, заседателе исполнительного комитета Буковинского сейма, городском советнике…».

## Публикации
- Die Lage der Juden. Reden des Abgeordneten Straucher in den Österreichischen Delegationen und im Österreichischen Abgeordnetenhause. Jüdischer National-Verein, Czernowitz 1907.
- Landtagsrede des Abgeordneten Dr. Straucher in der Wahlreformdebatte. Wien 1915.
- Memorandum betreffend die staatsfeindlichen Umtriebe, die Gebrechen der Landesautonomie, die Notwendigkeit innerpolitischer Reformen, den drohenden finanziellen Zusammenbruch in Landeshaushalts der Bukowina, so wie die traurige Lage der Juden. Wien 1915.